# Miggiano
Miggiano ist eine südostitalienische Gemeinde (comune) mit 3229 Einwohnern (Stand 31. Dezember 2023) in der Provinz Lecce in Apulien. Die Gemeinde liegt etwa 45,5 Kilometer von Lecce im südlichen Salento.

## Geschichte
1182 wird der Ort als villagio di Miggiano erwähnt. Als Siedlungsgebiet der Messapier, aber auch der Römer finden sich zahlreiche archäologische Stätten.
Seit 2003 trägt die Gemeinde den Titel "Città" (Stadt).

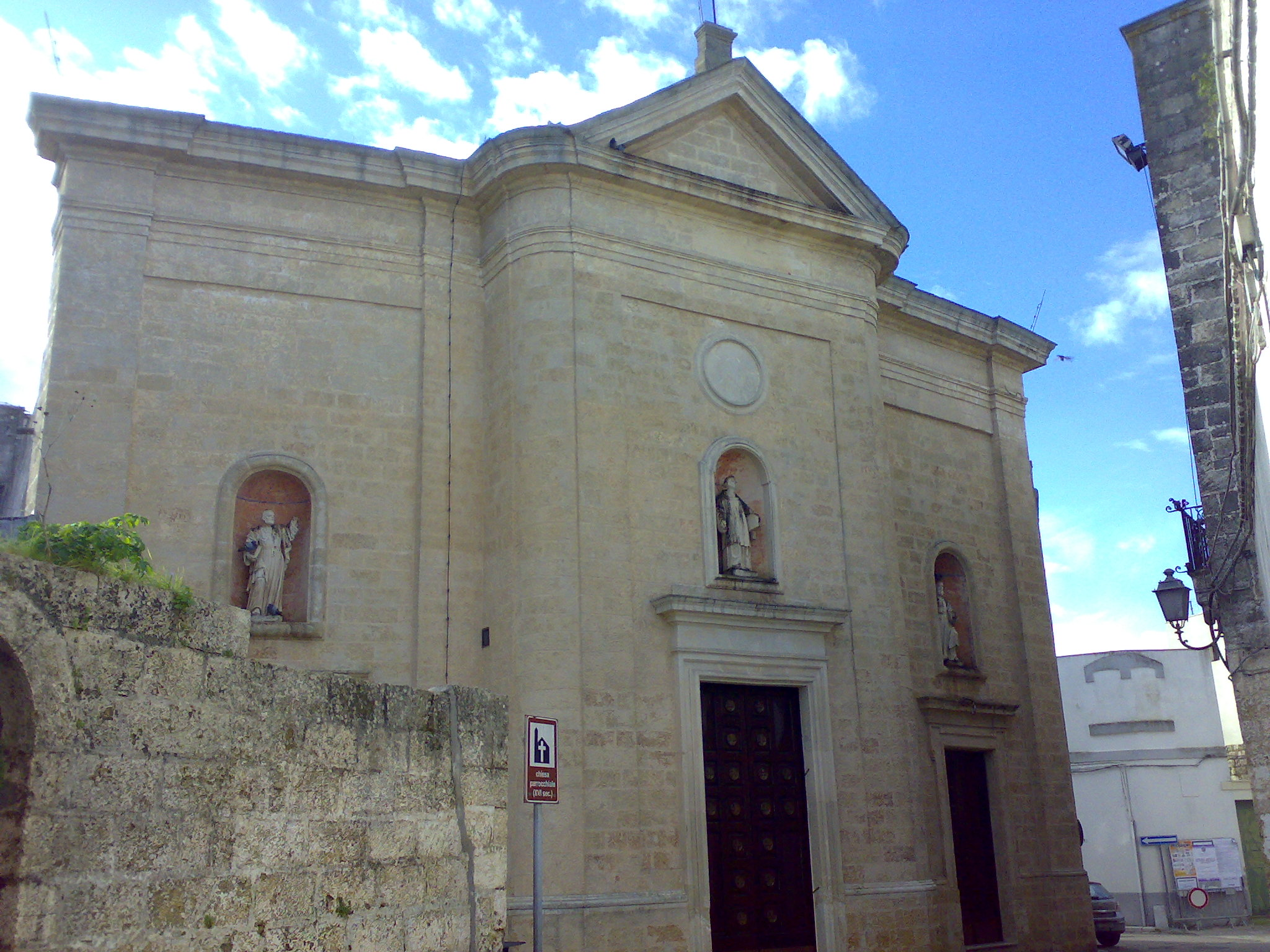
Kirche Mutter Gottes in Miggiano

## Verkehr
Der Bahnhof Miggiano-Montesano Salentino wird von den Zügen der Ferrovia del Sud Est auf der Bahnstrecke von Zollino bzw. Maglie nach Gagliano del Capo bedient. Durch die Gemeinde führt die Strada Statale 275 di Santa Maria di Leuca von Maglie nach Castrignano del Capo.